# Tresminas (Gemeinde)
Tresminas ist eine Gemeinde (Freguesia) im portugiesischen Kreis (Concelho) von Vila Pouca de Aguiar. In ihr leben 341 Einwohner (Stand 19. April 2021).
Namensgeber waren die hiesigen römischen Minen von Tresminas (portugiesisch für „drei Minen“).

## Verwaltung
Tresminas ist Sitz einer gleichnamigen Gemeinde (Freguesia). In der Gemeinde liegen folgende Ortschaften:
- Covas
- Filhagosa
- Granja
- Revel
- Ribeirinha
- Sevivas
- Tresminas
- Vales
- Vilarelho

## Sehenswürdigkeiten
Neben den römischen Goldbergwerken Tresminas befindet sich im Ort die romanische Kirche São Miguel, für die zahlreiche antik zugehauene Steinblöcke als Spolien wiederverwendet wurden.